# Nagy Szeder István (építész, 1907–1994)
Ifjabb Nagy Szeder István (Kiskunhalas, 1907. március 8. – Kiskunhalas, 1994. július 26.) építészmérnök, politikus, helytörténész.

## Élete és munkássága
Nagy Szeder István, id. építész, levéltáros, helytörténész és Erdélyi Emília gyermeke. A kiskunhalasi református gimnáziumban érettségizett 1925-ben, majd a Magyar Királyi József Nádor Műegyetem és Közgazdaságtudományi Egyetem Építészmérnöki Karán tanult. Anyagi nehézségek miatt az egyetemet több alkalommal félbeszakította, ezért csak 1940-ben szerezte meg építészmérnöki oklevelét. 1931-1932-ben a szegedi Magyar Királyi Ferenc József Tudományegyetemen jogi tanulmányokat folytatott. 1926-tól Kiskunhalas főmérnöke mellett dolgozott, városi szakdíjnok beosztásban földmérői feladatokat látott el, majd 1933-tól műszaki ellenőr lett. Az apja példájaként helytörténetet is kutatott.
1930-ban belépett a Független Kisgazda-, Földmunkás- és Polgári Pártba. 1936-ban elbocsátották városházi állásából, és ettől kezdve földmérői, birtokrendezési és ingatlanrendezési munka elvégzésével biztosította megélhetését. 1945 nyarán az FKgP helyi elnökének lett. Bekerült az FKgP vármegyei nagyválasztmányába, és az országos nagyválasztmányba is. Az ún. „halasi norma” szerint szervezte a helyi alapszervezetet. 1947-ben kizárták a kisgazdapártból, és emiatt a Magyar Függetlenségi Párthoz csatlakozott. Az 1947-es országgyűlési választásokon a párt a Pest-Pilis-Solt-Kiskun és Bács-Bodrog vármegyei listájáról bekerült a parlamentbe. Mandátumát 1947. novemberben az Országos Választási Bizottság megsemmisítette. Nem sokkal később letartóztatták, és a Buda-Dél internálótáborba vitték. 1948 decemberében szabadult. 1955-1956-ban tartott helytörténeti előadásokat a Thorma János Múzeumban.
Az 1956-os forradalom eseményeibe október 29-én kapcsolódott be. Reile Géza tanácselnök kérte fel, hogy vegyen részt a város vezetésében. Nagy Szeder István ezt feltételekhez kötötte, miszerint 48 órán belül tartsanak választásokat a városban, oszlassák fel a forradalmi bizottságot és a  nemzetőrséget. November 1-jén az FKgP megnyerte a választást 76%-kal. November 23-án megemlékezést szervezett a forradalom emlékére. 1956/1957 telén a helyi református egyházzal együtt a pesterzsébeti Pacsirtatelep gyermekei javára élelmiszergyűjtést szervezett 1957. február 5-én letartóztatták, Kecskemétre szállították, ahol 1958. márciusban a Kecskeméti Megyei Bíróság a népköztársaság megdöntésére irányuló szervezkedés vádjával három év börtönre, a közügyektől való 5 évi eltiltásra és teljes vagyonelkobzásra ítélte, két évre kitiltotta a város területéről. Másodfokon a Legfelsőbb Bíróság 1958. novemberben 2 év és 4 hónapra mérsékelte büntetését. A börtönben a Budapesti Országos Börtön Mérnöki Iroda vezetője volt. 1959 elején szabadlábra helyezték.
Szabadulása után Kiskunmajsán dolgozott, majd 1974-től magántervezői engedélyt kapott, ugyanakkor 1976. évi nyugdíjazásáig a Kiskunhalas és Vidéke Sütőipari Vállalat műszaki tanácsadójaként dolgozott. Mérnöki munkája mellett folytatta helytörténeti kutatásait: térképeket készített szülővárosa környékéről, helyismereti előadásokat tartott. A közélettől visszavonult, de a régi református temető 1975-ös felszámolásakor tiltakozott és levélben fordult az Elnöki Tanácshoz. Az 1980-as évek végétől több helytörténeti cikke jelent meg a Halasi Tükör és a Műhely Napló hasábjain. Számos munkája kéziratban maradt.
1990-ben az általa alapított, rövid életű Halasi Független Kisgazda, Földmunkás és Polgári Párt elnöke, de a helyhatósági választáson nem kerültek be az önkormányzatba. 1991. augusztus 20-án szülővárosa díszpolgárának választották.

## Művei
- Kiskunhalas megyei város (Határtérkép). 1:30 000. (Kiskunhalas, 1932);
- Kiskunhalas megyei város belterülete térképe az Öregszőlőkkel. 1:10 000. (Kiskunhalas, 1932);
- Kiskunhalas megyei város belsőségének kézi térképe 1:10 000. (Kiskunhalas, 1932);
- Kiskunhalas tanyatulajdonosainak betűrendes címtára. (Kiskunhalas, 1932);
- Kiskunhalas megyei város (Határtérkép) 1:120 000. (Kiskunhalas, 1933).